# Santa María de Cayón
Santa María de Cayón és un municipi de Cantàbria, de la comarca del Pisueña, amb 9.167 habitants (INE 2020) que es troba la vall de Cayón regat pel riu Pisueña. Limita al nord amb Villaescusa i Penagos, a l'est amb Miera, al sud amb Villafufre i Saro i a l'oest amb Castañeda i Santiurde de Toranzo.

## Localitats
- La Abadilla.
- Argomilla.
- Esles.
- La Encina.
- Lloreda.
- La Penilla.
- San Román.
- Santa María de Cayón (Capital).
- Sarón.
- Totero.

## Demografia
| 1900  | 1910  | 1920  | 1930  | 1940  | 1950  | 1960  | 1970  | 1980  | 1990  | 2000  | 2010  | 2020  |
| ----- | ----- | ----- | ----- | ----- | ----- | ----- | ----- | ----- | ----- | ----- | ----- | ----- |
| 2.845 | 3.290 | 3.515 | 3.859 | 4.310 | 4.573 | 4.995 | 5.576 | 5.854 | 6.062 | 6.354 | 8.814 | 9.167 |

Font: INE

## Administració
| Eleccions municipals, 23 de maig de 2003 |      |        |          |
| Partit                                   | Vots | %      | Regidors |
| PP                                       | 3269 | 72,50% | 11       |
| PSOE                                     | 515  | 11,42% | 1        |
| PRC                                      | 350  | 7,76%  | 1        |

| Eleccions municipals, 27 de maig de 2007 |      |        |          |
| Partit                                   | Vots | %      | Regidors |
| PP                                       | 2759 | 57,21% | 8        |
| PRC                                      | 1179 | 24,45% | 3        |
| PSOE                                     | 793  | 16,44% | 2        |